# Guido Knopp
Guido Knopp (Treysa, Schwalmstadt, Schwalm-Eder, 29 de janeiro de 1948) é um jornalista alemão. É conhecido principalmente na Alemanha por produzir diversos documentários televisivos, a maior parte deles sobre o Terceiro Reich e o nazismo, e também sobre outros tópicos, como o stalinismo.

## Livros
- Hitler's Holocaust. Sutton Publishing. ISBN 0-7509-2700-3
- (1998) Hitler's Henchmen. Sutton Publishing. ISBN 0-7509-3781-5
- (2002) Hitler's Hitmen. Sutton Publishing. ISBN 0-7509-2602-3
- (2003) Hitler's Women. Routledge. ISBN 0-415-94730-8
- Hitler's Children ISBN 0-7509-2732-1
- (2007) Die Wehrmacht: Eine Bilanz, C. Bertelsmann Verlag. ISBN 978-3-570-00975-8